# Roman Kisiel
Roman Kisiel, ps. Sęp, Korfanty (ur. 1 lipca 1916 w Bystrowicach, zm. 3 stycznia 1981 w Przemyślu) – polski działacz ruchu ludowego, dowódca oddziału partyzanckiego Batalionów Chłopskich.

## Życiorys
Urodził się w rodzinie chłopskiej, posiadającej 9,5 morgi ziemi. Jego ojciec zginął w czasie I wojny światowej, kiedy Roman miał 9 miesięcy. Ukończył 7-klasową szkołę powszechną, rozpoczął naukę w seminarium nauczycielskim w Przemyślu, lecz go nie ukończył.
W 1933 wstąpił do Związku Młodzieży Wiejskiej „Wici”, a w 1935 do Stronnictwa Ludowego, wkrótce po wstąpieniu do SL został przewodniczącym koła w Orłach. W latach 1936–1937 był prezesem „Wici” w powiecie przemyskim i wiceprezesem Zarządu Powiatowego SL. W 1937 został oddelegowany przez Zarząd Okręgowy SL w Krakowie do tworzenia struktur organizacji w Dobromilu, Samborze i Sokalu. Od 1938 piastował stanowisko prezesa Zarządu Powiatowego SL w powiecie dobromilskim. Za swoją działalność polityczną był więziony i karany 13 razy.
Od kwietnia 1938 do maja 1939 służył w dywizjonie taborów w Radymnie, awansując do stopnia kaprala. Brał udział w kampanii wrześniowej, po niej do 1942 prowadził sklep w Orłach. Od tego roku ukrywał się, organizując struktury SL „Roch” w powiecie przemyskim. Utworzył też miejscową Straż Chłopską, przekształconą później w Bataliony Chłopskie, w których został komendantem obwodu przemyskiego w stopniu podporucznika.
18 maja 1944 podpisał umowę scaleniową z Armią Krajową, zobowiązując się przekazać pod komendę AK cztery plutony liczące 214 ludzi, jednak oddział ten pozostał nadal pod jego komendą. W BCh został awansowany do stopnia majora, jednak nie uznano mu tego stopnia.
W lecie 1944 organizował w powiecie przemyskim Straż Obywatelską oraz sieć posterunków Milicji Obywatelskiej, obsadzając je swoimi ludźmi (głównie w gminach Krzywcza, Dubiecko i Orzechowce).
We wrześniu 1944 zagrożony aresztowaniem przez NKWD, przeszedł do konspiracji, przyłączając swoje oddziały do Ludowej Straży Bezpieczeństwa. Ujawnił się 14 lipca 1945, wstąpił do SL, niedługo potem przeszedł do PSL. 29 kwietnia 1946 został aresztowany przez funkcjonariuszy PUBP w Przemyślu. Podpisał zobowiązanie do współpracy (której później nie podjął) i został wypuszczony w czerwcu 1946, pomimo że w czasie śledztwa uzyskano informacje o jego udziale w wielu zbrodniach na ludności ukraińskiej. We wrześniu 1947 został powtórnie zwerbowany do współpracy przez WUBP we Wrocławiu, zdecydował się jednak ukrywać w rodzinnych stronach. Został powtórnie aresztowany 7 października 1947 wraz z żoną i szwagrem za przynależność do WiN, ale w następnym roku śledztwo umorzono. W 1950 rozpoczął formowanie organizacji podziemnej Polskie Powstańcze Siły Zbrojne, która przetrwała do 1952, kiedy go powtórnie ujęto. W 1953 został skazany przez Okręgowy Sąd Wojskowy w Rzeszowie na karę śmierci, którą zamieniono na 15 lat więzienia. Został wypuszczony warunkowo w 1956. Po wyjściu z więzienia rozpoczął działalność w ZBoWiD i ZSL, a w 1965 podjął współpracę z SB pod pseudonimem Roman.
Oddziały dowodzone przez „Sępa” są oskarżane o wiele mordów na ukraińskiej ludności cywilnej, m.in. w Małkowicach (138 osób), Bachowie i Brzusce (69 osób), Skopowie (67 osób), Bachowie (54 osoby), Korytnikach (53 osoby), Trójczycach (28 osób), Woli Krzywieckiej (27 osób), Słonnem (16 osób), Ujkowicach (15 osób), Olszanach (11 osób), Dubiecku (8 osób), Kosztowej (5 osób).